# 艾因埃爾特克
35°44′27″N 0°44′57″W / 35.74083°N 0.74917°W

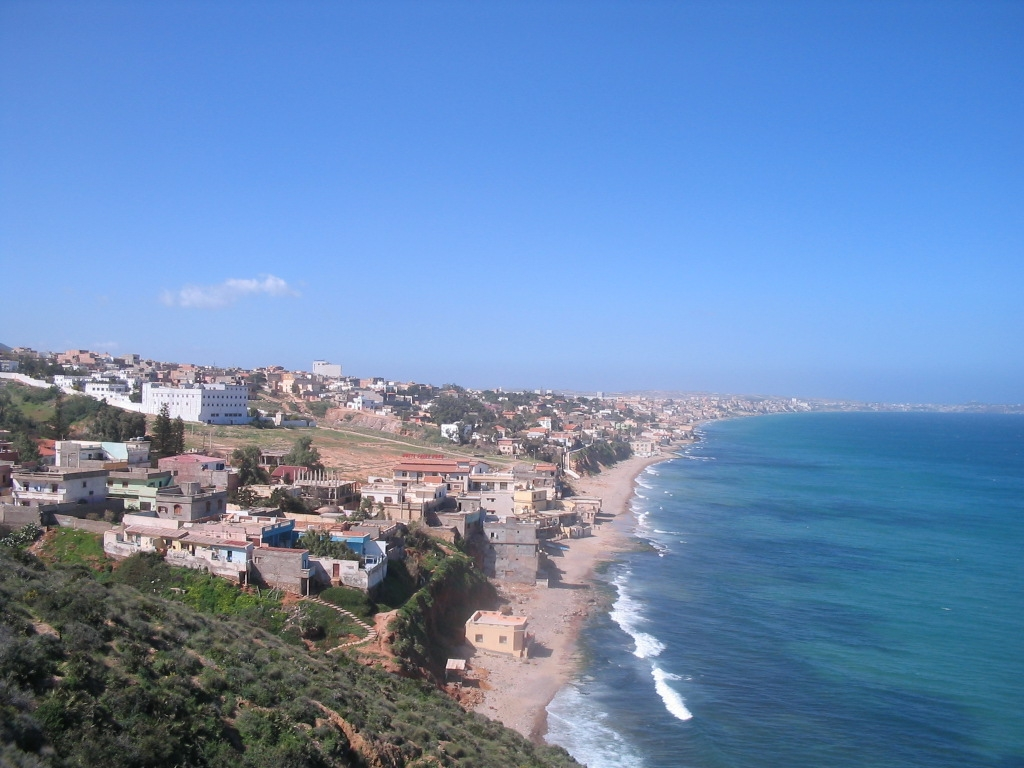
艾因埃爾特克

艾因埃爾特克（阿拉伯语：‎），是阿爾及利亞的城鎮，位於該國西北部，由奧蘭省負責管轄，是艾因埃爾特克區的首府，面積39平方公里，2009年人口35,687，人口密度每平方公里912人。
35°46′15.57″N 0°48′2.59″W / 35.7709917°N 0.8007194°W